# ベンツ・ヴェロ

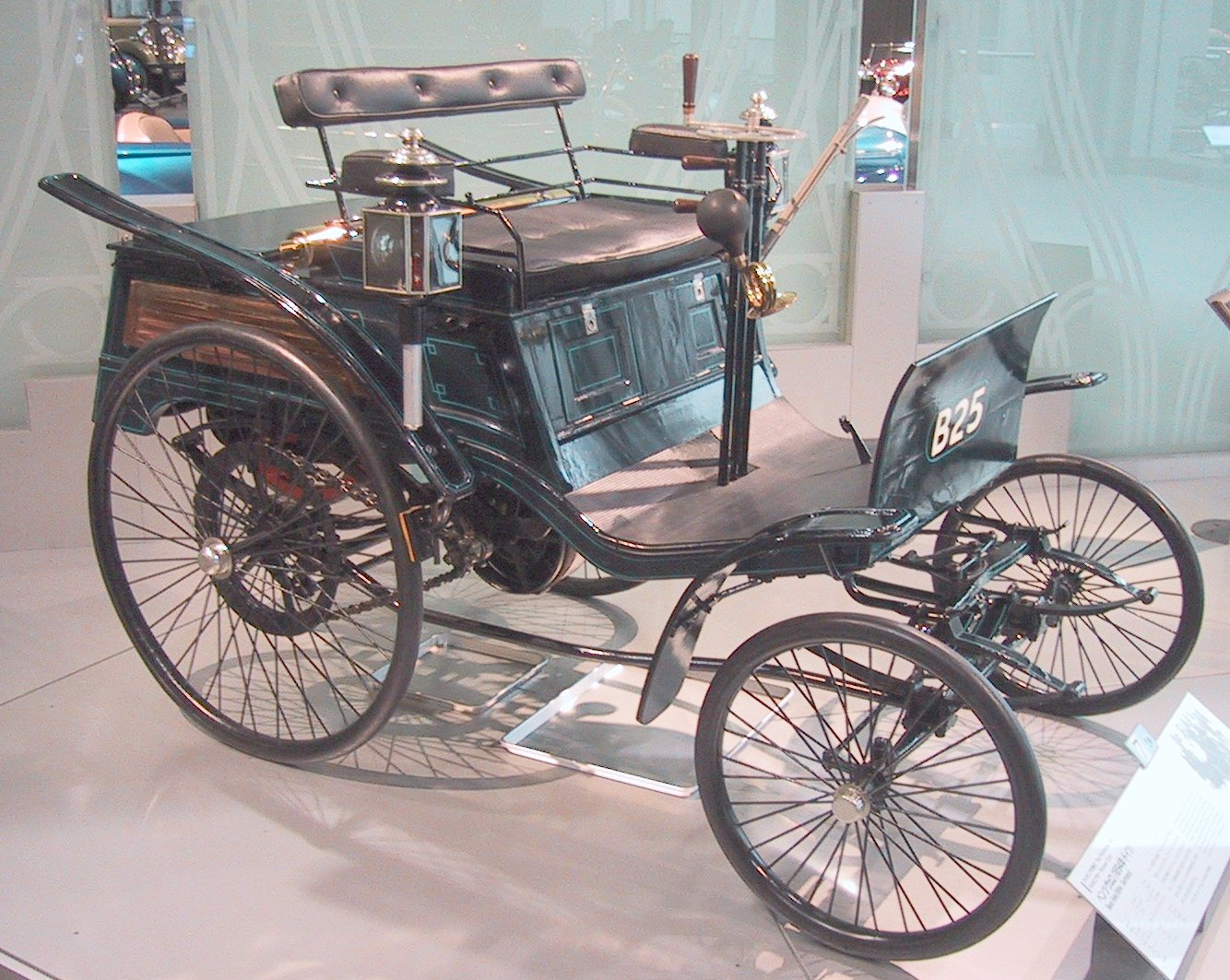
トヨタ博物館のベンツ ヴェロ

カール・ベンツは1886年1月29日に3輪式モトールヴァーゲンの特許を取得して初の商業的に入手可能な自動車として1886年から1893年に生産した。彼はこの成功を受けて1894年にBenz Veloを発売した。ヴェロとDuryea Motor Wagonは1895年に最初の標準化された自動車として特許を取得した。67台のベンツ ヴェロが1894年に生産され、134台が1895年に生産された。初期のヴェロは1L 1.5 hp のエンジンを備え、後に3 hp のエンジンを備え、最高速度は12 mph (19 km/h)だった。
ヴェロは同様にマンチェスターのMarshall (後のBelsize) Star (ウルヴァーハンプトン), とArnold (12台のみ製造されたPaddock Wood)を含む多くの複製を生んだ。